# Debelówka
Debelówka (ukr. Дебелівка) – część wsi Kniażołuka na Ukrainie, w obwodzie iwanofrankiwskim, w rejonie dolińskim. Dawniej samodzielna wieś i gmina.

## Położenie
Leży wzdłuż głównej drogi pomiędzy zabudowaniami Kniażołuki i Jaworowa, między rzekami Zadzawą i Zadzawką.

## Historia
Dawniej był to przysiółek Kniażołuki. W II RP stanowił gminę jednostkową w powiecie dolińskim województwa stanisławowskiego. 1 sierpnia 1934 weszła w skład nowo utworzonej gminy Wygoda. 7 września 1934 Debelówka utworzyła gromadę w gminie Wygoda.
Po wojnie włączona w struktury ZSRR.